# The Call of Youth
The Call of Youth – brytyjski krótkometrażowy niemy melodramat romantyczny z 1921 w reżyserii Hugh Forda. Został zrealizowany na podstawie opowiadania James the Fogey autorstwa dramaturga Henry’ego Arthura Jonesa. Autorką scenariusza, podobnie jak w przypadku The Great Day (1920), jest Eve Unsell. W rolach głównych wystąpili Mary Glynne, Jack Hobbs i Malcolm Cherry.
W pierwotnym założeniu Famous Players-Lasky planowało adaptację powieści Marie Corelli The Sorrows of Satan z 1895, lecz kierownictwo studia postanowiło zrealizować The Great Day i The Call of Youth. Projektantem planszy tekstowej był Alfred Hitchcock, późniejszy reżyser. Kopie filmu nie zachowały się do czasów dzisiejszych.

## Fabuła
Pochodząca z ubogiej rodziny Betty Overton (Mary Glynne) zakochana jest w Hubercie Richmondzie (Jack Hobbs). Decyduje się jednak poślubić starszego milionera Jamesa Agara (Malcolm Cherry), mając nadzieję, że pomoże to jej wujkowi Markowi Lawtonowi (Ben Webster), znajdującemu się w trudnej sytuacji finansowej. Agar od dłuższego czasu podkochiwał się w Overton, lecz nigdy nie obnosił się ze swoimi uczuciami. Mając świadomość, że Richmond również kocha się w dziewczynie, wysyła go do Afryki Północnej. W przeddzień ślubu Overton nabiera wątpliwości co do swojego związku ze starszym, zamożnym mężczyzną i ostatecznie odrzuca jego uczucia. Agar uświadamiając sobie, że nie zdobędzie serca dziewczyny, wyrusza do Afryki po Richmonda, który był bliski śmierci z powodu gorączki. Po powrocie do Anglii, Overton wychodzi za mąż za Richmonda.

## Obsada
Opracowano na podstawie materiału źródłowego:

- Mary Glynne – Betty Overton
- Jack Hobbs – Hubert Richmond
- Malcolm Cherry – James Agar
- Ben Webster – Mark Lawton, wujek Betty
- Gertrude Sterroll – pani Lawton
- Marjorie Hume – Joan Lawton
- Victor Humphrey – Peter Hoskins
- John Peachey – doktor Michaelson
- Ralph Foster – minister

## Produkcja

### Realizacja
W pierwotnym założeniu kompania Famous Players-Lasky planowała adaptację powieści Marie Corelli The Sorrows of Satan z 1895, jednak kierownictwo studia postanowiło zrealizować The Great Day (1920) i The Call of Youth. Reżyserem został Hugh Ford, a film zrealizowano na podstawie opowiadania James the Fogey dramaturga Henry’ego Arthura Jonesa. Scenariusz, podobnie jak w przypadku dramatu The Great Day, napisała Eve Unsell. Alfred Hitchcock, późniejszy reżyser, został projektantem planszy tekstowej.
Okres zdjęciowy trwał od sierpnia do października 1920. Według artykułów prasowych część ujęć do The Call of Youth realizowano w hrabstwie Devon w miejscowościach: Dawlish, Teignmouth, Lynton oraz w Lynton and Lynmouth. Największym problemem w trakcie kręcenia, podobnie jak w przypadku poprzedniej produkcji, były warunki pogodowe. Obsadę filmu stanowili angielscy aktorzy. The Call of Youth został zarejestrowany na standardowej taśmie 35 mm w formacie 1.37:1. Ukończywszy pracę nad filmem Ford powrócił do Nowego Jorku. Porzucił on przemysł filmowy i skupił się na produkcji przedstawień teatralnych.

## Odbiór

### Premiera kinowa i recenzje
13 marca 1921 The Call of Youth został wydany w Stanach Zjednoczonych przez Paramount Pictures w czterech rolkach o długości 1180 lub 1189 metrów. W Wielkiej Brytanii miał on premierę rok później, choć niektóre źródła podają, że zadebiutował na ekranach tamtejszych kin w 1920. Według Gene’a Adaira, podobnie jak The Great Day (1920), drugi z filmów Forda cieszył się uznaniem wśród brytyjskich widzów. Wiosną i latem 1922 wszedł na ekrany m.in. w Burnley w hrabstwie Lancashire, Portsmouth w Hampshire, Folkestone w hrabstwie Kent i w Leeds w West Yorkshire. Jesienią i zimą był premierowo wyświetlany w Gloucester w Gloucestershire, Grantham w Lincolnshire, Whitstable w Kent i Arbroath w hrabstwie Angus.
Jeden z krytyków przyznawał za pośrednictwem „The Timesa”: „Wierzymy, że pan Henry Arthur Jones napisał The Call of Youth specjalnie na potrzeby filmowej ekranizacji, a jeśli tak, to jest to interesujący dowód na to, że dramatopisarz wreszcie zaczyna zdawać sobie sprawę, że ekran może mieć dla niego wiele zalet, jeśli dba o pełne wykorzystanie nowej metody interpretacji swych pomysłów. Bardzo mądrze rozwinął dość prostą opowieść o dziewczynie, która naprawdę kocha młodego mężczyznę, ale przekazuje swoją rękę starszemu konkurentowi w przekonaniu, że pomoże to jej wujkowi znajdującemu się w bardzo trudnej sytuacji finansowej […] Występ Malcolma Cherry’ego jest pełen sympatycznych akcentów, które pokazują, że jest równie dobrym aktorem na ekranie, jak i deskach teatru, i otrzymuje doskonałe wsparcie od panny Mary Glynne oraz pana Jacka Hobbsa, jako przedstawicieli młodego pokolenia. The Call of Youth powinno skusić pana Henry’ego Arthura Jonesa, by ponownie spróbował swych sił, a jeśli dzięki temu uda się skłonić też innych dramaturgów do podążania jego drogą, tym lepiej”. Tygodnik „Variety” wyrażał pochlebną opinię na temat scen plenerowych, lecz uważał, że filmowi brakowało witalności.